# 小西秋雄
小西 秋雄（こにし あきお、1923年11月21日 - 2011年6月4日）は、日本の経営者。新キャタピラー三菱社長、会長を務めた。大阪府大阪市出身。

## 経歴
1948年に京都大学法学部を卒業し、同年に三菱重工業に入社。1982年に取締役に就任し、1985年6月に常務を経て、1987年4月には新キャタピラー三菱社長に就任。1993年6月に相談役に就任。
2011年6月4日肺炎のために死去。88歳没。